# Grand prix de la biographie politique du Touquet-Paris-Plage
Le grand prix de la biographie politique du Touquet-Paris-Plage, appelé aussi le grand prix de la Biographie politique, est un prix littéraire français décerné chaque année au Salon du livre du Touquet-Paris-Plage, se déroulant au Touquet-Paris-Plage dans le département du Pas-de-Calais, et récompensant « une biographie politique passée ou présente écrite en langue française ou traduite ».
Créé en 2007 par Patrick-Olivier Picourt en collaboration avec Anne Méaux, il est accompagné d’un chèque de 10 000 euros pour le lauréat.

## Historique
Le grand prix de la biographie politique-Le Touquet-Paris-Plage est créé en 2007 par Patrick-Olivier Picourt en collaboration avec Anne Méaux. Cette dernière est actuellement la présidente du jury,,,.
Il est remis chaque année en novembre dans le cadre de son Salon du livre du Touquet et est doté d’une prime de 10 000 euros par Le Touquet-Paris-Plage,.
Après la mort de Patrick-Olivier Picourt en 2022, la ville du Touquet décide de pérenniser le prix.

## Quelques lauréats du prix
- 2010 : Franz-Olivier Giesbert pour Chirac, Une vie[10]
- 2011 : Philippe Paquet pour Madame Chiang Kai-shek[11]
- 2012 : Blaine Harden pour Rescapé du camp 14[12]
- 2013 : Patrice Gueniffey pour Bonaparte[13]
- 2014 : Bénédicte Vergez-Chaignon pour Pétain[14]
- 2018 : Stéphane Courtois pour Lénine, l’inventeur du totalitarisme[8]
- 2019 : Bertrand Le Gendre pour Bourguiba[15]
- 2020 : Julian T. Jackson pour De Gaulle Une certaine idée de la France[16]
- 2021 : Maurizio Serra pour Le Mystère Mussolini[17]
- 2022 : Olivier Zunz pour Tocqueville[18]
- 2023 : Jean-Luc Barré pour Charles de Gaulle : une vie - Tome 1 : L'homme de personne, 1890-1994[19]
- 2024 : Lorraine de Meaux pour Germaine Tillion - Une certaine idée de la résistance[20]

## Membres du jury[21],[22]
- Anne Méaux (présidente)
- Dominique Besnehard
- Anna Cabana
- Arlette Chabot
- Catherine Nay
- Alain-Gérard Slama
- Nicolas Baverez
- Joseph Macé-Scaron
- Anne Lauvergeon
- Marie-Louise Antoni
- Patricia Barbizet
- François Ewald
- Muriel Mayette-Holtz
- Pierre Cornut-Gentille[23]